# 24 lutego
24 lutego jest 55. dniem w kalendarzu gregoriańskim. Do końca roku pozostało 310 (w latach przestępnych 311) dni.

## Święta
- Imieniny obchodzą: Bogusz, Bogurad, Borzygniew, Ermegarda, Eunika, Flawian, Irmegarda, Jan, Józefa, Julian, Lucjusz, Łucjusz, Maciej, Marek, Modest, Montan, Sergiusz i Wieledrog.
- Estonia – Święto Niepodległości
- Meksyk – Dzień Flagi
- Wspomnienia i święta w Kościele katolickim[1][2] obchodzą:
  - św. Etelbert (władca Kentu)
  - bł. Józefa Naval Girbès (dziewica)
  - bł. Konstanty z Fabriano (prezbiter)
  - św. Marek Marconi (zakonnik)
  - św. Pretekstat z Rouen (biskup)
  - bł. Tomasz Maria Fusco (prezbiter)

## Wydarzenia w Polsce

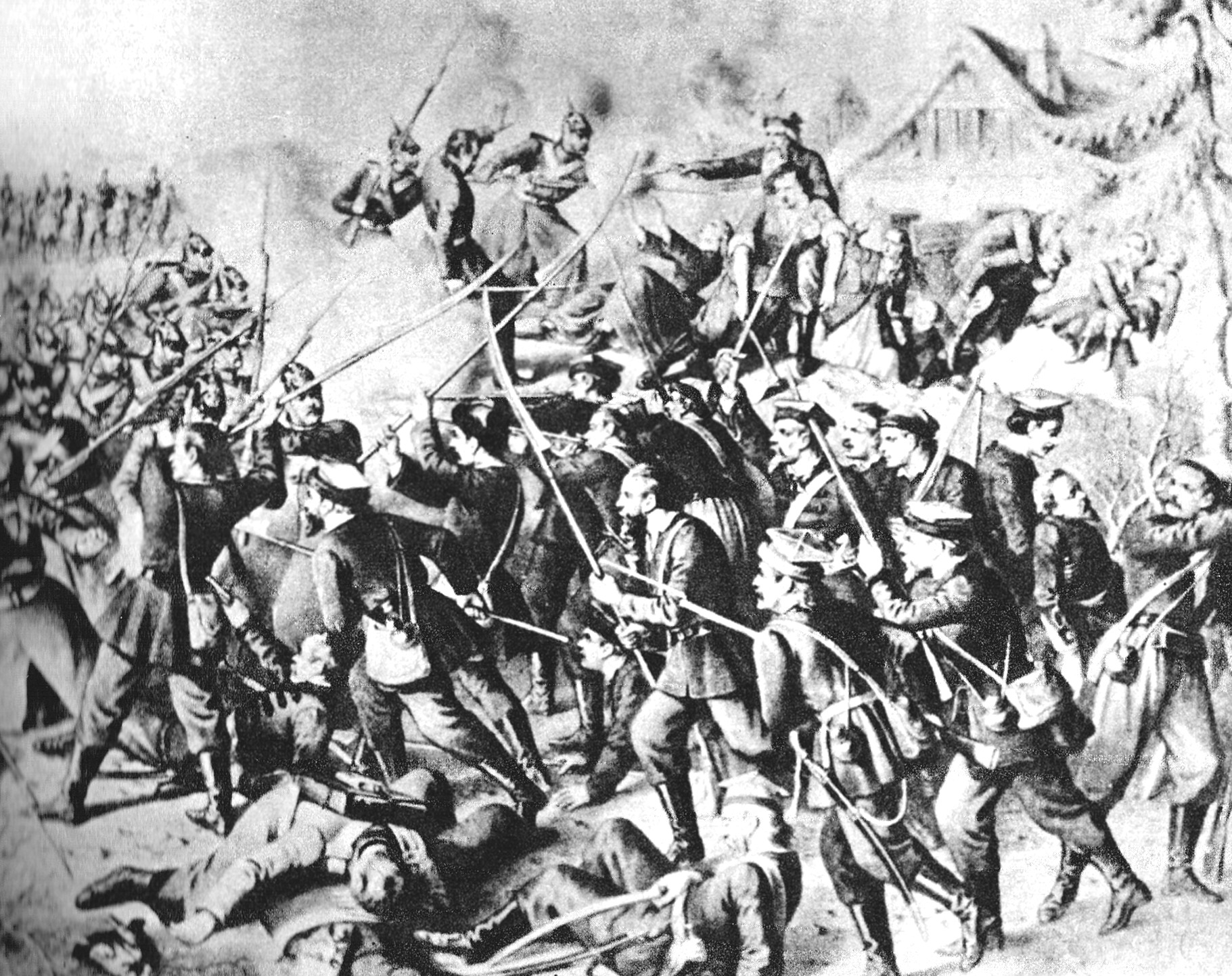
Bitwa pod Małogoszczem (1863)

- 1188 – Papież Klemens III wydał bullę, która zatwierdzała wcześniejsze nadania oraz udzielała egzempcji biskupstwu pomorskiemu w Kamieniu.
- 1243 – W Lwówku Śląskim odbył się pierwszy turniej rycerski na ziemiach polskich.
- 1272 – Książę Władysław Opolski nadał prawa miejskie Żorom.
- 1343 – Król Kazimierz III Wielki zawarł sojusz z książętami zachodniopomorskimi z linii wołogoskiej: Bogusławem V, Barnimem IV i Warcisławem V.
- 1388 – Na prośbę braci widawskich: Mikołaja, Piotra, Michała i Jakuba, król Władysław II Jagiełło wydał przywilej na lokację miasta Widawa.
- 1393 – Król Władysław II Jagiełło odnowił fundację klasztoru paulinów na Jasnej Górze, przyznając mu kolejne przywileje.
- 1397 – W Radzyniu Chełmińskim został zawiązany antykrzyżacki Związek Jaszczurczy.
- 1529 – Na skutek wichury zawalił się 50-metrowy drewniany hełm na wieży kościoła św. Elżbiety we Wrocławiu.
- 1768 – Został podpisany traktat warszawski.
- 1807 – Papież Pius VII utworzył greckokatolicką metropolię halicką.
- 1818 – W Pałacu Radziwiłłów w Warszawie (obecnie Pałac Prezydencki) odbył się pierwszy publiczny koncert 8-letniego Fryderyka Chopina.
- 1831 – Powstanie listopadowe: zwycięstwo powstańców w bitwie pod Białołęką.
- 1833 – Zainaugurował działalność Teatr Wielki w Warszawie.
- 1846 – Jan Tyssowski został dyktatorem powstania krakowskiego.
- 1863 – Powstanie styczniowe: przegrane przez powstańców bitwy pod Małogoszczem i Dobrą.
- 1904 – Uruchomiono komunikację tramwajową w Gubinie.
- 1905 – Rewolucja 1905: w Warszawie miała miejsce pierwsza akcja zbrojna bojowców PPS.
- 1925 – Prasa warszawska rozpoczęła drukowanie programu pierwszej polskiej stacji nadawczej.
- 1928 – Prezydent Rzeczypospolitej Ignacy Mościcki wydał rozporządzenie o utworzeniu Biblioteki Narodowej.
- 1933 – Premiera filmu Każdemu wolno kochać w reżyserii Mieczysława Krawicza i Janusza Warneckiego.
- 1934 – Premiera filmu Pieśniarz Warszawy w reżyserii Michała Waszyńskiego.
- 1940 – Nieznani sprawcy zamordowali niemieckiego burmistrza Legionowa. W odwecie Niemcy rozstrzelali 2 dni później w Palmirach 190 mieszkańców miasta i okolic.
- 1943 – W odwecie za pomoc udzielaną Żydom okupanci niemieccy spacyfikowali wieś Paulinów koło Sokołowa Podlaskiego, mordując 11 Polaków oraz trzech uciekinierów korzystających z ich wsparcia.
- 1947 – Przed Najwyższym Trybunałem Narodowym zakończył się proces członków okupacyjnych władz Warszawy.
- 1949 – Została powołana Komisja Bezpieczeństwa KC PZPR.
- 1953 – W więzieniu mokotowskim został powieszony skazany na karę śmierci po sfingowanym procesie gen. August Emil Fieldorf ps. „Nil”.
- 1954:
  - W Świebodzicach koło Wałbrzycha uwolnione z zabezpieczeń bale drewniane z pociągu towarowego uderzyły w wagony mijanego pociągu pasażerskiego, w wyniku czego zginęło kilkanaście osób, kilkadziesiąt zostało rannych.
  - Wydano dekret o utworzeniu zakładowych komisji rozjemczych.
- 1960 – Został wycofany ze służby niszczyciel ORP „Burza”.
- 1967 – Premiera filmu Chudy i inni w reżyserii Henryka Kluby.
- 1969 – Do Gdyni powrócił ze swego ostatniego rejsu transatlantyk MS „Batory”.
- 1970 – Wydano wyroki w tzw. procesie taterników.
- 1985 – Zainaugurował działalność Teatr im. Stanisława Ignacego Witkiewicza w Zakopanem.
- 1988 – Rada Państwa ratyfikowała Konwencję wiedeńską o ruchu drogowym.
- 1990 – Powołano Urząd Antymonopolowy (od 1996 roku Urząd Ochrony Konkurencji i Konsumentów).
- 1995 – W Instytucie Badań Jądrowych w Otwocku-Świerku wyłączono pierwszy polski badawczy reaktor jądrowy EWA.
- 1998 – Podczas niezgodnej z przepisami penetracji nieużywanego wyrobiska w KWK „Niwka-Modrzejów” w Sosnowcu, w pozbawionej tlenu atmosferze zginęło 6 ratowników górniczych.
- 2004 – Papież Jan Paweł II ustanowił metropolię łódzką oraz diecezję bydgoską i świdnicką.

## Wydarzenia na świecie
- 303 – Cesarz rzymski Dioklecjan wydał edykt zakazujący praktyk religii chrześcijańskiej.
- 1303 – I wojna o niepodległość Szkocji: zwycięstwo powstańców nad wojskiem angielskim w bitwie pod Roslin.
- 1386 – Król Neapolu i Węgier Karol III z Durazzo został otruty z polecenia Elżbiety Bośniaczki.
- 1389 – Szwedzka opozycja wspierana przez wojska duńsko-norweskie pokonała w bitwie pod Falköping wojska niemieckie króla Szwecji Albrechta Meklemburskiego, który został wzięty do niewoli.
- 1510 – Wojna ligi z Cambrai przeciwko Wenecji: papież Juliusz II zawarł pokój z Republiką Wenecką i zdjął z niej ekskomunikę.
- 1525 – V wojna włoska: decydujące zwycięstwo wojsk habsburskich nad francuskimi w bitwie pod Pawią.
- 1527 – Ferdynand I Habsburg został koronowany w Pradze na króla Czech.
- 1530 – Papież Klemens VII koronował w Bolonii Karola V Habsburga na cesarza rzymskiego.
- 1538 – Zawarto tajny układ w Wielkim Waradynie pomiędzy rywalami do korony węgierskiej – królem Niemiec Ferdynandem Habsburgiem i Janem Zápolyą. Na jego mocy Zápolya został uznany za dożywotniego władcę Węgier w zamian za zapewnienie Habsburgom następstwa tronu.
- 1582 – Papież Grzegorz XIII wydał bullę Inter gravissimas wprowadzającą kalendarz gregoriański.
- 1607 – Premiera opery Orfeusz Claudio Monteverdiego na dworze Gonzagów w Mantui. Według krytyków jest to właściwa data narodzin opery.
- 1699 – Król Węgier i przyszły cesarz rzymski Józef I Habsburg ożenił się z Wilhelminą Amalią Brunszwicką.
- 1711 – W Londynie odbyła się premiera pierwszej wersji opery Rinaldo Georga Friedricha Händla.
- 1729 – Karol Fryderyk został księciem Saksonii-Meiningen.
- 1739 – Zwycięstwo armii Nadir Szacha nad Mogołami w bitwie pod Karnalem.
- 1777 – Piotr III i Maria I wstąpili na tron Portugalii.
- 1792 – Papież Pius VI skierował do carycy Katarzyny II podziękowanie w którym nazwał ją heroiną stulecia i sławił jej podboje, wśród których wymienił I rozbiór Polski.
- 1809 – Spłonął doszczętnie Theatre Royal przy Drury Lane w Londynie.
- 1821 – W Rzymie odbyła się premiera opery Matilde di Shabran Gioacchino Rossiniego.
- 1824 – Cesarz Brazylii Piotr I ogłosił konstytucję znacznie zwiększającą swoją władzę.
- 1826 – Zakończyła się I wojna brytyjsko-birmańska.
- 1848 – W wyniku rewolucji lutowej abdykował król Francji Ludwik Filip I. Proklamowano II Republikę Francuską.
- 1860 – Carl Christian Hall został po raz drugi premierem Danii.
- 1863:
  - Utworzono Terytorium Arizony.
  - Zinowios Walwis został premierem Grecji.
- 1868 – Andrew Johnson jako pierwszy prezydent USA został postawiony przez Izbę Reprezentantów w stan oskarżenia w procedurze impeachmentu.
- 1873 – W Kalkucie uruchomiono pierwszą linię tramwaju konnego.
- 1876 – W Christianii (obecnie Oslo) odbyła się premiera dramatu Peer Gynt Henrika Ibsena.
- 1881 – Rosja i Chiny zawarły w Sankt Petersburgu układ ustanawiający wspólną granicę w rejonie rzeki Ili.
- 1886 – Thomas Alva Edison ożenił się z Miną Miller.
- 1891 – Brazylijski parlament uchwalił republikańską konstytucję.
- 1905 – Zakończono drążenie najdłuższego wówczas kolejowego Tunelu Simplońskiego w Szwajcarii.
- 1910 – Założono szwedzki klub piłkarski Malmö FF.
- 1912 – Wojna włosko-turecka: w starciu pod Bejrutem krążowniki „Giuseppe Garibaldi” i „Francesco Ferruccio”(inne języki) zatopiły turecki okręt obrony wybrzeża „Avnillah(inne języki)” i torpedowiec „Ankara”.
- 1913 – Federico Luna y Peralta został premierem Peru.
- 1916 – Victor Thorn został premierem Luksemburga.
- 1918 – Estonia ogłosiła niepodległość (od Rosji).
- 1920 – Adolf Hitler przedstawił w Monachium 25-punktowy program NSDAP.
- 1921 – W Rydze został podpisany polsko-sowiecki układ o repatriacji zakładników, jeńców cywilnych i wojennych, osób internowanych, uchodźców i emigrantów.
- 1930 – Otwarto Port lotniczy Hawana.
- 1931:
  - SS „Niemen”, jako pierwszy polski statek handlowy, przepłynął równik.
  - W szwajcarskim Davos Norweg Sigmund Ruud ustanowił rekord świata w długości skoku narciarskiego (81,5 m).
- 1938 – Do sprzedaży trafiły pierwsze szczoteczki do zębów z nylonowym włosiem.
- 1939 – Węgry przystąpiły do Paktu antykominternowskiego.
- 1941 – Kampania śródziemnomorska: brytyjski niszczyciel „Dainty”(inne języki) został zatopiony niedaleko Tobruku przez niemieckie bombowce Junkers Ju 88, w wyniku czego zginęło 16 członków załogi, a 18 zostało rannych.
- 1942:
  - Radziecki okręt podwodny zatopił na Morzu Czarnym statek „Struma” z żydowskimi uchodźcami z Rumunii; zginęło 778 osób, ocalała jedna.
  - Rozpoczęła nadawanie rozgłośnia Głos Ameryki (w języku niemieckim).
- 1943:
  - Brytyjski okręt podwodny HMS „Vandal” zatonął w okolicy szkockiej wyspy Arran wraz z 37-osobową załogą.
  - Niemiecki okręt podwodny U-649 zatonął na Morzu Bałtyckim po kolizji z U-232, w wyniku czego zginęło 35 spośród 46 członków załogi.
  - W pożarze sierocińca w mieście Cavan w Irlandii zginęło 35 dziewczynek w wieku od 4 do 14 lat oraz jedna osoba dorosła.
  - W zamachu bombowym na peronie berlińskiej kolejki miejskiej S-Bahn, przeprowadzonym przez pododdział „Zagra-lin” Organizacji Specjalnych Akcji Bojowych AK zginęło 36 osób, a 78 zostało rannych.
- 1944:
  - Bitwa o Atlantyk: niemiecki okręt podwodny U-257(inne języki) został zatopiony bombami głębinowymi przez kanadyjską fregatę HMCS „Waskesiu” i brytyjską HMS „Nene”(inne języki), w wyniku czego zginęło 30 spośród 49 członków załogi.
  - Gen. Edelmiro Julián Farrell został prezydentem Argentyny.
- 1945:
  - Bitwa o Atlantyk: zostały zatopione niemieckie okręty podwodne U-713 i U-1208(inne języki).
  - Wojna na Pacyfiku: w nocy z 23 na 24 lutego na Tokio spadły pierwsze amerykańskie bomby zapalające, niszcząc około 2 km² powierzchni miasta.
- 1946 – Juan Perón wygrał wybory prezydenckie w Argentynie.
- 1949:
  - Amerykańska rakieta Bumper 5 wzniosła się na rekordową wysokość 400 km przy prędkości 2300 m/s.
  - Na greckiej wyspie Rodos podpisano izraelsko-egipskie porozumienie o zawieszeniu broni w czasie I wojny izraelsko-arabskiej.
- 1955:
  - Irak i Turcja podpisały antykomunistyczny Pakt bagdadzki.
  - Rozpoczęła się powódź nad rzeką Hunter w australijskim stanie Nowa Południowa Walia.
- 1957 – Reprezentacja Malty w piłce nożnej w swym pierwszym oficjalnym meczu przegrała w mieście Gżira z Austrią 2:3.
- 1966 – Prezydent Ghany Kwame Nkrumah został obalony w bezkrwawym zamachu stanu. Jego miejsce zajął Joseph Ankrah.
- 1968:
  - Ukazał się debiutancki album brytyjsko-amerykańskiej grupy Fleetwood Mac pt. Fleetwood Mac.
  - W Laosie w katastrofie należącego do linii Royal Air Lao samolotu Douglas DC-3 zginęło wszystkich 37 osób na pokładzie.
- 1969 – NASA wystrzeliła sondę marsjańską Mariner 6.
- 1970 – W wyniku zejścia lawiny na koszary w wiosce Reckingen w szwajcarskich Alpach zginęło 29 osób.
- 1972 – Na północny wschód od Nowej Fundlandii na pokładzie powracającego z patrolu bojowego radzieckiego okrętu podwodnego z napędem jądrowym K-19 wybuchł pożar. Działania zmierzające do uratowania okrętu zajęły 40 dni, a w operacji ratunkowej uczestniczyło ponad 30 okrętów. W katastrofie zginęło 28 (lub 32) członków załogi.
- 1975 – Ukazał się album Physical Graffiti grupy Led Zeppelin.
- 1976 – Uchwalono nową konstytucję Kuby.
- 1979 – Rozpoczął się konflikt zbrojny między Jemenem Północnym i Jemenem Południowym.
- 1980 – W Izraelu została wprowadzona nowa waluta narodowa – szekel.
- 1981:
  - W Londynie ogłoszono zaręczyny księcia Karola i Diany Spencer.
  - W trzęsieniu ziemi o sile 6,8 stopnia w skali Richtera w Atenach zginęło 16 osób.
- 1989 – Na pokładzie Boeinga 747 linii United Airlines, lecącego z Hawajów na Nową Zelandię, doszło do dekompresji, w wyniku czego zginęło 9 osób, a 38 zostało rannych.
- 1990 – Opozycyjny Sąjūdis wygrał wybory parlamentarne w Litewskiej SRR.
- 1991 – I wojna w Zatoce Perskiej: wojska koalicji antyirackiej rozpoczęły ofensywę lądową.
- 1994 – Rząd syryjski przyznał wizy wyjazdowe wszystkim pozostałym w kraju Żydom (około 1000 osób).
- 1998:
  - Khamtai Siphandon został prezydentem Laosu.
  - W japońskim Nagano zakończyły się XVIII Zimowe Igrzyska Olimpijskie.
- 1999 – W katastrofie lotu China Southwest Airlines 4509 w chińskim Wenzhou zginęło 61 osób.
- 2000 – Papież Jan Paweł II rozpoczął wizytę apostolską w Egipcie.
- 2002 – W amerykańskim Salt Lake City zakończyły się XIX Zimowe Igrzyska Olimpijskie.
- 2003 – Oskarżany o zbrodnie wojenne i zbrodnie przeciw ludzkości serbski ultranacjonalista Vojislav Šešelj oddał się w ręce Międzynarodowego Trybunału Karnego dla byłej Jugosławii w Hadze.
- 2004 – Prezydent Rosji Władimir Putin zdymisjonował rząd Michaiła Kasjanowa.
- 2005:
  - Europejski Trybunał Praw Człowieka orzekł, że Rosja pogwałciła w Czeczenii zapisane w europejskiej konwencji praw człowieka prawo do życia, dopuszczając się tortur i zabójstw.
  - W związku z poważnymi problemami z oddychaniem papież Jan Paweł II został ponownie hospitalizowany. Wieczorem przeszedł zabieg tracheotomii w znieczuleniu ogólnym.
- 2006:
  - Al-Ka’ida podjęła nieudaną próbę ataku na największą na świecie rafinerię ropy w Abqaiq w Arabii Saudyjskiej; samochody zamachowców eksplodowały po ostrzelaniu przez strażników.
  - Prezydent Filipin Gloria Macapagal-Arroyo, po wykryciu planów wojskowego zamachu stanu, wprowadziła w kraju stan wyjątkowy.
- 2008:
  - Dimitris Christofias wygrał w II turze wybory prezydenckie na Cyprze.
  - Odbyła się 80. ceremonia wręczenia Oscarów.
  - Raúl Castro zastąpił oficjalnie swego brata Fidela na stanowisku prezydenta Kuby.
  - W samobójczym zamachu bombowym w mieście Iskandarija w Iraku zginęło 40 szyickich pielgrzymów zmierzających do Karbali.
- 2011:
  - Rewolucja w Libii: rozpoczęła się bitwa o Misratę.
  - Wahadłowiec Discovery wyruszył w swą ostatnią misję STS-133.
- 2013:
  - Nikos Anastasiadis wygrał w II turze wybory prezydenckie na Cyprze.
  - Odbyła się 85. ceremonia wręczenia Oscarów.
- 2014 – René Cornejo został premierem Peru.
- 2015 – W restauracji w mieście Uherský Brod w Czechach 63-letni szaleniec Zdeněk Kovář zastrzelił 8 osób, jedną ciężko zranił, a następnie popełnił samobójstwo podczas próby zatrzymania go przez policję.
- 2019:
  - Odbyła się 91. ceremonia wręczenia Oscarów.
  - Teledysk do utworu Despacito w wykonaniu Luisa Fonsiego jako pierwszy w historii YouTube osiągnął 6 miliardów wyświetleń.
- 2022 – Rozpoczęła się inwazja Rosji na Ukrainę.

## Urodzili się
- 1103 – Toba, cesarz Japonii (zm. 1156)
- 1304 – Muhammad Ibn Battuta, arabski podróżnik, geograf (zm. 1377)
- 1463 – Giovanni Pico della Mirandola, włoski teolog, filozof, humanista (zm. 1494)
- 1500 – Karol V Habsburg, król Hiszpanii, arcyksiążę Austrii, cesarz rzymski (zm. 1558)
- 1503 – Johann Gropper, niemiecki kardynał (zm. 1559)
- 1536 – Klemens VIII, papież (zm. 1605)
- 1547 – Juan de Austria, hiszpański książę, admirał (zm. 1578)
- 1557 – Maciej Habsburg, król Węgier i Chorwacji, cesarz Austrii (zm. 1619)
- 1567 – Jindřich Matyáš Thurn, czeski arystokrata, dowódca wojskowy (zm. 1640)
- 1593 – Barbara Agnieszka, księżniczka legnicko-brzeska (zm. 1631)
- 1595 – Maciej Kazimierz Sarbiewski, polski jezuita, poeta neołaciński, teoretyk literatury, kaznodzieja (zm. 1640)
- 1597 – Vincent Voiture, francuski poeta (zm. 1648)
- 1613 – Mattia Preti, włoski malarz, freskant (zm. 1699)
- 1619 – Charles Le Brun, francuski architekt, malarz, dekorator (zm. 1690)
- 1622 – Johannes Clauberg, niemiecki filozof, teolog (zm. 1665)
- 1638 – Thomas Ernst von Danckelmann, pruski polityk, dyplomata (zm. 1709)
- 1640 – Michiel ten Hove, holenderski polityk (zm. 1689)
- 1645 – Franciszek I Rakoczy, elekcyjny książę Siedmiogrodu (zm. 1676)
- 1661 – Alexandre-François Desportes, francuski malarz, rysownik (zm. 1743)
- 1678 – Maria Anna de Bourbon-Condé, księżniczka Condé i Enghien, księżna Étampes i Vendôme (zm. 1718)
- 1684 – Matthias Bernhard Braun, austriacki rzeźbiarz (zm. 1766)
- 1694 – Bartolomeo Altomonte, austriacki malarz pochodzenia włoskiego (zm. 1783)
- 1705 – Walenty Franciszek Wężyk, polski duchowny katolicki, biskup chełmski i przemyski (zm. 1766)
- 1709 – Jacques de Vaucanson, francuski inżynier, wynalazca (zm. 1782)
- 1717 – Maciej Maurycy Starzeński, polski szlachcic, polityk (zm. 1787)
- 1722 – John Burgoyne, brytyjski generał, dramaturg (zm. 1792)
- 1743 – Louis-Alexandre Expilly de La Poipe, francuski duchowny katolicki, biskup konstytucyjny Finistère, polityk (zm. 1794)
- 1745 – Fiodor Uszakow, rosyjski admirał (zm. 1817)
- 1746 – Tadeusz Trzciński, polski szlachcic, polityk (zm. 1799)
- 1747 – Maciej Paweł Możdżeniewski, polski duchowny katolicki, biskup pomocniczy łucko-żytomierski (zm. 1819)
- 1752 – Wilhelm Böttner, niemiecki malarz (zm. 1805)
- 1757 – Ludwik Longuet, francuski duchowny katolicki, męczennik, błogosławiony (zm. 1792)
- 1761 – Nicolaus Anton Friedreich, niemiecki lekarz (zm. 1836)
- 1765 – Kazimierz Małachowski, polski generał (zm. 1845)
- 1766:
  - Ludwik Aleksy Boubert, francuski duchowny katolicki, męczennik, błogosławiony (zm. 1792)
  - Samuel Wesley, brytyjski kompozytor, organista, dyrygent (zm. 1837)
- 1772 – William H. Crawford, amerykański polityk, senator (zm. 1834)
- 1774 – Adolf, książę Cambridge, królewicz i wicekról Hanoweru (zm. 1850)
- 1786 – Wilhelm Karl Grimm, niemiecki filolog, zbieracz baśni i podań ludowych (zm. 1859)
- 1790:
  - Henry Bathurst, brytyjski arystokrata, polityk (zm. 1866)
  - Maciej Józef Brodowicz, polski lekarz (zm. 1885)
- 1791 – Sveinbjörn Egilsson, islandzki teolog, pedagog, poeta, tłumacz (zm. 1852)
- 1792 – Ignaz Czapka, austriacki prawnik, polityk (zm. 1881)
- 1796 – Sébastien Norblin, francuski malarz (zm. 1884)
- 1799 – Siegfried Dehn, niemiecki teoretyk muzyki, wydawca, nauczyciel, bibliotekarz (zm. 1858)
- 1802 – Fiodor Inoziemcew, rosyjski chirurg (zm. 1869)
- 1809 – Edwin von Manteuffel, pruski feldmarszałek (zm. 1885)
- 1813 – Henryk Michał Kamieński, polski ekonomista, filozof, publicysta (zm. 1866)
- 1815 – Henry Barkly, brytyjski polityk, administrator kolonialny (zm. 1898)
- 1817 – Auguste-Alexandre Ducrot, francuski generał (zm. 1882)
- 1820 – Julian Goslar, polski działacz rewolucyjny (zm. 1852)
- 1822 – Adam Józef Potocki, polski hrabia, polityk (zm. 1872)
- 1824 – Matija Mrazović, chorwacki polityk, publicysta (zm. 1896)
- 1826:
  - Małgorzata Flesch, niemiecka zakonnica, błogosławiona (zm. 1908)
  - Constantijn Theodoor van Lynden van Sandenburg, holenderski polityk, premier Holandii (zm. 1885)
- 1828 – Ferdinand Christian Gustav Arnold, niemiecki botanik, prawnik (zm. 1901)
- 1830 – Karolina Světlá, czeska pisarka, feministka (zm. 1899)
- 1831:
  - Leo von Caprivi, niemiecki wojskowy, polityk, kanclerz Niemiec (zm. 1899)
  - Jan Stella-Sawicki, polski pułkownik, lekarz, działacz niepodległościowy i społeczny (zm. 1911)
- 1833 – Eduard von Taaffe, austriacki hrabia, polityk, premier Austrii (zm. 1895)
- 1835 – Julius Vogel, nowozelandzki polityk pochodzenia żydowskiego, premier Nowej Zelandii (zm. 1899)
- 1836 – Winslow Homer, amerykański malarz, grafik, ilustrator (zm. 1910)
- 1837 – Rosalía de Castro, hiszpańska poetka (zm. 1885)
- 1842 – Arrigo Boito, włoski kompozytor, librecista, poeta, prozaik (zm. 1918)
- 1843:
  - Jelizawieta Böhm, rosyjska malarka, projektantka kartek pocztowych (zm. 1914)
  - Teófilo Braga, portugalski prozaik, dramaturg, polityk, prezydent Portugalii (zm. 1924)
- 1844 – Zygmunt Luks, polski architekt pochodzenia żydowskiego (zm. ?)
- 1847 – Ricciotti Garibaldi, włoski generał (zm. 1924)
- 1849 – Franz Skarbina, niemiecki malarz, rysownik, ilustrator (zm. 1910)
- 1850 – Mari Jászai, węgierska aktorka (zm. 1926)
- 1851 – Hermann Paasche, niemiecki ekonomista, polityk (zm. 1925)
- 1852 – George Augustus Moore, irlandzki prozaik, poeta, krytyk literacki, pamiętnikarz (zm. 1933)
- 1854:
  - James Henderson Kyle, amerykański pastor, polityk, senator (zm. 1901)
  - José Mora y del Rio, meksykański duchowny katolicki, biskup Tehuantepec, Tulancingo i León Meksyku (zm. 1928)
- 1855 – Adolf Stöhr, austriacki filozof, psycholog, wykładowca akademicki (zm. 1921)
- 1856 – Floyd S. Crego, amerykański psychiatra (zm. 1919)
- 1858:
  - Arnold Dolmetsch, brytyjski muzykolog, budowniczy instrumentów dawnych, skrzypek, dyrygent, kompozytor pochodzenia francuskiego (zm. 1940)
  - Maria Larisch, austriacka arystokratka (zm. 1940)
- 1859:
  - Rudolf Herliczka, polski kupiec, przemysłowiec pochodzenia czeskiego (zm. 1894)
  - Kazimiera Kłoczowska, ziemianka, działaczka społeczna i oświatowa (zm. 1929)
- 1860 – Max Waller, belgijski poeta, dramaturg, nowelista, krytyk literacki (zm. 1889)
- 1861:
  - Aleksander Borawski, polski malarz, konserwator zabytków (zm. 1942)
  - Eugène Kalt, francuski okulista (zm. 1941)
- 1864 – Stanisław Karpowicz, polski pedagog, publicysta, encyklopedysta (zm. 1921)
- 1865:
  - Max Askanazy, niemiecko-szwajcarski patolog, wykładowca akademicki pochodzenia żydowskiego (zm. 1940)
  - Carl Isidor Cori, austriacki zoolog, wykładowca akademicki (zm. 1954)
- 1866:
  - Rudolf Fick, niemiecki anatom, wykładowca akademicki (zm. 1939)
  - Piotr Lebiediew, rosyjski fizyk, wykładowca akademicki (zm. 1912)
  - Hubert Van Innis, belgijski łucznik sportowy (zm. 1961)
- 1869 – Maciej Glogier, polski prawnik, samorządowiec, polityk, senator RP (zm. 1940)
- 1870 – Jules-Géraud Saliège, francuski duchowny katolicki, arcybiskup Tuluzy, kardynał (zm. 1956)
- 1872 – John Arthur Jarvis, brytyjski pływak (zm. 1933)
- 1874 – Pacyfik Salcedo Puchades, hiszpański kapucyn, męczennik, błogosławiony (zm. 1936)
- 1876:
  - Victor Moore, amerykański aktor (zm. 1962)
  - Maria Pigłowska, polska działaczka niepodległościowa i społeczno-oświatowa (zm. 1942)
- 1878:
  - Gaston Alibert, francuski szermierz (zm. 1917)
  - Felix Bernstein, niemiecki matematyk (zm. 1956)
- 1879 – Herman Teirlinck, belgijski pisarz (zm. 1967)
- 1880 – Samuel Hoare, brytyjski polityk (zm. 1959)
- 1882 – Eqrem Libohova, albański polityk, premier Albanii (zm. 1948)
- 1883 – Amleto Giovanni Cicognani, włoski kardynał (zm. 1973)
- 1884:
  - William Theodore Heard, szkocki kardynał (zm. 1973)
  - Sydney Middleton, australijski rugbysta, wioślarz (zm. 1945)
- 1885:
  - Juliusz Kaden-Bandrowski, polski kapitan piechoty, pisarz, publicysta (zm. 1944)
  - Chester Nimitz, amerykański admirał (zm. 1966)
  - Stanisław Ignacy Witkiewicz, polski malarz, filozof, dramaturg (zm. 1939)
- 1887:
  - Kazimierz Bisping, polski pułkownik dyplomowany, polityk, senator RP (zm. 1941)
  - Borislav Kostić, serbski szachista (zm. 1963)
- 1888:
  - Aleksander Grzybkowski, polski polityk, poseł na Sejm RP (zm. 1940)
  - Helena Rozwadowska, polska aktorka (zm. 1968)
  - Franciszek Szymański, polski polityk, poseł na Sejm Ustawodawczy (zm. 1924)
- 1889 – Albin Stenroos, fiński lekkoatleta, maratończyk (zm. 1971)
- 1890:
  - Marjorie Main, amerykańska aktorka (zm. 1975)
  - Jerzy Rutkowski, polski chirurg, wykładowca akademicki (zm. 1972)
- 1891:
  - Witold Budryk, polski inżynier górnictwa, wykładowca akademicki (zm. 1958)
  - Stefan Żbikowski, polski działacz komunistyczny, radziecki wojskowy (zm. 1937)
- 1892:
  - Konstantin Fiedin, rosyjski pisarz (zm. 1977)
  - Karl Herzfeld, austriacko-amerykański fizyk, wykładowca akademicki (zm. 1978)
- 1894 – Willie Moretti, amerykański gangster pochodzenia włoskiego (zm. 1951)
- 1895 – Wsiewołod Iwanow, rosyjski prozaik, dramaturg (zm. 1963)
- 1896 – Richard Thorpe, amerykański reżyser filmowy (zm. 1991)
- 1898 – Kurt Tank, niemiecki inżynier, konstruktor lotniczy (zm. 1983)
- 1901 – Kazimierz Urbaniak, polski porucznik, agent Abwehry (zm. 1927)
- 1902:
  - Janka Hienijusz, białoruski lekarz, działacz polityczny (zm. 1979)
  - Carlos Vidal, chilijski piłkarz (zm. 1982)
- 1903:
  - Vladimir Bartol, słoweński prozaik, dramaturg, eseista, publicysta (zm. 1967)
  - Abram Topor, francuski malarz pochodzenia polsko-żydowskiego (zm. 1992)
- 1904 – Giuseppe Caron, włoski polityk (zm. 1998)
- 1906:
  - Aleksandr Rou, rosyjski reżyser filmowy (zm. 1973)
  - Lew Siedow, rosyjski trockista pochodzenia żydowskiego (zm. 1938)
  - Ludwig Stubbendorff, niemiecki jeździec sportowy (zm. 1941)
- 1907 – Witalis Bajrak, ukraiński bazylianin, męczennik, błogosławiony (zm. 1946)
- 1908 – Telford Taylor, amerykański generał brygadier, prawnik (zm. 1998)
- 1909:
  - August Derleth, amerykański pisarz (zm. 1971)
  - Riccardo Freda, włoski reżyser i scenarzysta filmowy (zm. 1999)
  - Zygmunt Majerski, polski architekt (zm. 1979)
  - Iwan Pawłowski, radziecki generał (zm. 1999)
- 1910:
  - Carl Knowles, amerykański koszykarz (zm. 1981)
  - Helena Kopper, polska skrzypaczka (zm. 1952)
  - Karl Hugo Strunz, niemiecki mineralog (zm. 2006)
- 1911 – Włodzimierz Reczek, polski prawnik, działacz sportowy, polityk, poseł na Sejm PRL (zm. 2004)
- 1912:
  - Zofia Chądzyńska, polska pisarka, tłumaczka (zm. 2003)
  - Giovanni Ferrofino, włoski duchowny katolicki, arcybiskup, nuncjusz apostolski (zm. 2010)
  - Jiří Trnka, czeski twórca filmów animowanych (zm. 1969)
  - Modest Vegas Vegas, hiszpański franciszkanin, męczennik, błogosławiony (zm. 1936)
- 1913:
  - François Bourbotte, francuski piłkarz (zm. 1972)
  - Emmanuił Kazakiewicz, rosyjski pisarz pochodzenia żydowskiego (zm. 1962)
  - Aleksander Rozmiarek, polski nauczyciel, polityk, poseł na Sejm PRL (zm. 1995)
- 1914 – Ralph Erskine, brytyjsko-szwedzki architekt (zm. 2005)
- 1915:
  - Fats Everett, amerykański polityk, kongresman (zm. 1969)
  - Kazimierz Kolańczyk, polski historyk prawa (zm. 1982)
  - Carlos Prats, chilijski generał, polityk (zm. 1974)
- 1916:
  - Guglielmo Gabetto, włoski piłkarz (zm. 1949)
  - Józef Spychalski, polski polityk, poseł na Sejm PRL (zm. 1996)
- 1918:
  - Svatopluk Beneš, czeski aktor (zm. 2007)
  - Michael Hanley, brytyjski funkcjonariusz służb specjalnych (zm. 2001)
  - Edward Kisiel, polski duchowny katolicki, arcybiskup metropolita białostocki (zm. 1993)
  - Hubert Miller, amerykański bobsleista (zm. 2000)
  - Adam Rysiewicz, polski działacz niepodległościowy i socjalistyczny (zm. 1944)
- 1919 – Mieczysław Róg-Świostek, polski podpułkownik, dziennikarz, historyk, polityk, poseł na Sejm PRL, członek Rady Państwa (zm. 2000)
- 1920:
  - Ernst Reiss, szwajcarski wspinacz (zm. 2010)
  - Jan Zakrzewski, polski dziennikarz, pisarz, tłumacz (zm. 2007)
- 1921:
  - Patricia Kirkwood, brytyjska aktorka (zm. 2007)
  - Gaston Reiff, belgijski lekkoatleta, długodystansowiec (zm. 1992)
  - Maria Sołtan, polska florecistka (zm. 2001)
  - Abe Vigoda, amerykański aktor pochodzenia żydowskiego (zm. 2016)
- 1922:
  - Richard Hamilton, brytyjski malarz (zm. 2011)
  - Steven Hill, amerykański aktor (zm. 2016)
  - Stefania Reindl, polska gimnastyczka (zm. 1993)
  - Gerhard Thyben, niemiecki porucznik pilot, as myśliwski (zm. 2006)
- 1923:
  - Tadeusz Gołębiewski, polski biotechnolog, piwowar, żołnierz AK, uczestnik powstania warszawskiego (zm. 2010)
  - Zygmunt Skórzyński, polski socjolog, działacz społeczny (zm. 2018)
- 1924:
  - Teresa Bracco, włoska męczennica, błogosławiona (zm. 1944)
  - Remi Joseph De Roo, kanadyjski duchowny katolicki, biskup Victorii (zm. 2022)
  - Maria Gołubnicza, radziecka lekkoatletka, płotkarka (zm. 2015)
  - Antanas Mikėnas, litewski lekkoatleta, chodziarz (zm. 1994)
- 1925:
  - Jerzy Adamczak, polski aktor (zm. 2010)
  - Raymond Benjamin, australijski duchowny katolicki, biskup Townsville (zm. 2016)
  - Irma Heijting-Schuhmacher, holenderska pływaczka (zm. 2014)
  - Tadeusz Majdecki, polski neurolog (zm. 2018)
  - Adolf Seilacher, niemiecki paleontolog (zm. 2014)
- 1926:
  - Balys Gajauskas, litewski dysydent, polityk (zm. 2017)
  - Nikola Karaklajić, serbski szachista (zm. 2008)
- 1927:
  - Irena Kluk-Drozdowska, polska muzyk, pedagog (zm. 2013)
  - Senan Louis O’Donnell, irlandzki duchowny katolicki, biskup Maiduguri (zm. 2023)
  - Zbigniew Raniszewski, polski żużlowiec (zm. 1956)
  - Emmanuelle Riva, francuska aktorka (zm. 2017)
  - Ernst Sieber, szwajcarski duchowny protestancki, działacz społeczny, polityk (zm. 2018)
- 1928:
  - Barbara Lawrence, amerykańska aktorka (zm. 2013)
  - Per Lønning, norweski biskup i teolog protestancki, polityk (zm. 2016)
- 1929:
  - Zdzisław Beksiński, polski malarz, rzeźbiarz, rysownik, fotograf (zm. 2005)
  - André Gunder Frank, niemiecko-amerykański ekonomista (zm. 2005)
  - Ralph McInerny, amerykański filozof katolicki (zm. 2010)
- 1930 – Zdzisław Rurarz, polski polityk, dyplomata (zm. 2007)
- 1931:
  - James Abourezk, amerykański polityk, senator (zm. 2023)
  - Jerzy Altkorn, polski ekonomista, wykładowca akademicki (zm. 2004)
  - Józef Browarski, polski piłkarz (zm. 2008)
  - Dominic Chianese, amerykański aktor pochodzenia włoskiego
  - Janusz Kaczmarski, polski malarz, pedagog (zm. 2009)
  - Taizan Maezumi, japoński mistrz zen (zm. 1995)
  - Uri Orlew, izraelski pisarz, tłumacz (zm. 2022)
  - Maria Piątkowska, polska lekkoatletka, sprinterka i płotkarka (zm. 2020)
  - Lew Worobjow, radziecki pułkownik lotnictwa, kosmonauta (zm. 2010)
- 1932:
  - Michel Legrand, francuski kompozytor muzyki filmowej, pianista, dyrygent, wokalista jazzowy (zm. 2019)
  - Tauno Luiro, fiński skoczek narciarski (zm. 1955)
  - Zell Miller, amerykański polityk, senator (zm. 2018)
- 1933:
  - Leslie Carlson, amerykański aktor (zm. 2014)
  - Jacek Chyrosz, polski architekt (zm. 2022)
  - David Newman, amerykański saksofonista (zm. 2009)
- 1934:
  - Frank Braña, hiszpański aktor (zm. 2012)
  - Bernard Chiarelli, francuski piłkarz (zm. 2024)
  - Bettino Craxi, włoski polityk, publicysta, premier Włoch (zm. 2000)
  - Klaus Darga, niemiecki szachista
  - Jerzy Gościk, polski operator filmowy (zm. 2003)
  - Bingu wa Mutharika, malawijski ekonomista, polityk, prezydent Malawi (zm. 2012)
  - Flemming Nielsen, duński piłkarz (zm. 2018)
  - George Ryan, amerykański polityk, gubernator stanu Illinois (zm. 2025)
  - Renata Scotto, włoska reżyserka i śpiewaczka operowa (sopran) (zm. 2023)
- 1935:
  - Ryhor Baradulin, białoruski poeta, eseista, tłumacz (zm. 2014)
  - Toshiaki Tanaka, japoński tenisista stołowy (zm. 1998)
- 1936:
  - Carlo Cecchitelli, włoski franciszkanin, Kustosz Ziemi Świętej
  - Władysław Kowalski, polski aktor (zm. 2017)
- 1937 – Joseph Jurion, belgijski piłkarz, trener
- 1938:
  - James Farentino, amerykański aktor pochodzenia włoskiego (zm. 2012)
  - Kazimierz Pomagalski, polski malarz
- 1939:
  - Eladio Benítez, urugwajski piłkarz (zm. 2018)
  - Bolesław Żuk, polski zootechnik
- 1940:
  - Inger Alfvén, szwedzka pisarka (zm. 2022)
  - Jimmy Ellis, amerykański bokser (zm. 2014)
  - Angel Floro Martínez, hiszpański duchowny katolicki, biskup Gokwe (zm. 2023)
  - Denis Law, szkocki piłkarz (zm. 2025)
  - Ludwig Leitner, niemiecki narciarz alpejski (zm. 2013)
  - Raúl Magaña, salwadorski piłkarz, trener (zm. 2009)
  - Nicolae Martinescu, rumuński zapaśnik (zm. 2013)
  - Bruno Nicolè, włoski piłkarz (zm. 2019)
  - Guy Périllat, francuski narciarz alpejski
  - Barbara Sadowska, polska poetka (zm. 1986)
- 1942:
  - Joe Lieberman, amerykański polityk, senator (zm. 2024)
  - Władysław Liwak, polski prawnik, polityk, poseł na Sejm RP (zm. 2017)
  - Anna Petryszak, polska entomolog, wykładowczyni akademicka
  - Gayatri Chakravorty Spivak, indyjska feministka
- 1943:
  - Catherine Cesarsky, francusko-argentyńska astronom, astrofizyk
  - Kent Haruf, amerykański pisarz (zm. 2014)
  - Nick Krat, amerykański piłkarz pochodzenia ukraińskiego
  - François Mazet, francuski kierowca wyścigowy
  - Luigi Meroni, włoski piłkarz (zm. 1967)
  - Christo Prodanow, bułgarski alpinista, himalaista (zm. 1984)
  - Bolesław Rakoczy, polski paulin, teolog, historyk sztuki
  - Al Tucker, amerykański koszykarz (zm. 2001)
  - Maciej Zarębski, polski lekarz, pisarz, regionalista, wydawca, podróżnik, animator kultury, działacz społeczny
- 1944:
  - Nicky Hopkins, angielski muzyk (zm. 1994)
  - José Luis Lacunza, hiszpański kardynał
  - Dieter Przewdzing, polski samorządowiec, burmistrz Zdzieszowic, działacz mniejszości niemieckiej (zm. 2014)
  - Ivica Račan, chorwacki polityk, premier Chorwacji (zm. 2007)
- 1945:
  - Giorgio Bambini, włoski bokser (zm. 2015)
  - Barry Bostwick, amerykański aktor
  - Tadeusz Wnuk, polski ekonomista, polityk, samorządowiec, prezydent Sosnowca, senator RP (zm. 2018)
- 1946:
  - Elmer Acevedo, salwadorski piłkarz
  - Jiří Bělohlávek, czeski dyrygent (zm. 2017)
  - Anna Cembronowicz, polska koszykarka (zm. 2021)
  - Ratomir Dujković, serbski piłkarz, trener
  - Sergio Gori, włoski piłkarz (zm. 2023)
  - Ján Ľupták, słowacki polityk, wicemarszałek Rady Narodowej (zm. 2025)
  - Grigorij Margulis, rosyjski matematyk
  - Michael Radford, brytyjski reżyser i scenarzysta
  - Don Siegelman, amerykański polityk, gubernator stanu Alabama
  - Roni Szuruk, izraelski piłkarz
- 1947:
  - Edward James Olmos, amerykański aktor
  - Roman Sznejderman, ukraiński piłkarz, trener (zm. 2010)
  - Per Unckel, szwedzki polityk (zm. 2011)
- 1948:
  - Luis Galván, argentyński piłkarz (zm. 2025)
  - Jayaram Jayalalitha, indyjska aktorka, tancerka, pisarka, polityk (zm. 2016)
  - Gilles Lemay, kanadyjski duchowny katolicki, biskup Amos
  - Walter Smith, szkocki piłkarz, trener (zm. 2021)
  - Tim Staffell, brytyjski basista, gitarzysta, wokalista, członek zespołów: 1984 i Smile
  - Per Unckel, szwedzki polityk
- 1949:
  - Gilbert H. Herdt, amerykański antropolog
  - Jan Konarski, polski rzeźbiarz (zm. 2007)
  - Aleksander Kuc, polski reżyser i scenarzysta filmowy
  - Steen Rømer Larsen, duński piłkarz
  - John Ogonowski, amerykański pilot wojskowy i cywilny pochodzenia polskiego (zm. 2001)
  - Joanna Siedlecka, polska eseistka, reportażystka
  - Brigitte Wenzel-Perillo, niemiecka polityk, eurodeputowana
  - Janusz Zemke, polski polityk, poseł na Sejm RP, eurodeputowany
- 1950:
  - Ewa Andrzejewska, polska chemik (zm. 2019)
  - Miguel Arias Cañete, hiszpański prawnik, polityk
  - Richard Bandler, amerykański naukowiec
  - George Thorogood, amerykański muzyk rockowy i bluesowy
- 1951:
  - Enzo Bianco, włoski prawnik, polityk
  - Leon Charewicz, polski aktor
  - Izabela Mróz, polska lekkoatletka, biegaczka średniodystansowa
  - Klaus Niedzwiedz, niemiecki kierowca wyścigowy, dziennikarz sportowy
  - Debra Jo Rupp, amerykańska aktorka
  - Laimdota Straujuma, łotewska ekonomistka, polityk
- 1952:
  - Anna Aksamit, polska polityk, senator RP
  - Tommy Burleson, amerykański koszykarz
  - Grzegorz Musiał, polski okulista, poeta, prozaik, tłumacz
  - Jadwiga Rappé, polska śpiewaczka operowa (alt) (zm. 2025)
- 1953:
  - Mahmoud Guendouz, algierski piłkarz, trener
  - Jane Hirshfield, amerykańska poetka
  - Marek Król, polski dziennikarz, polityk, poseł na Sejm kontraktowy
  - Gieorgij Połtawczenko, rosyjski polityk
  - Ałeksandar Prokopiew, północnomacedoński pisarz
- 1954:
  - Janusz Bałdyga, polski performer, autor instalacji
  - Sid Meier, kanadyjski twórca gier komputerowych
  - Linda Moore, kanadyjska curlerka
- 1955:
  - Phillip Avalon, australijski aktor, scenarzysta, producent i reżyser filmowy i telewizyjny
  - Alessandro D'Alatri, włoski reżyser i scenarzysta filmowy (zm. 2023)
  - Piotr Grajter, polski organista
  - Martyna Jakubowicz, polska piosenkarka, gitarzystka, kompozytorka
  - Steve Jobs, amerykański przedsiębiorca, informatyk (zm. 2011)
  - Eddie Johnson, amerykański koszykarz (zm. 2020)
  - Alain Prost, francuski kierowca wyścigowy
  - Woo Bum-kon, południowokoreański policjant, masowy morderca (zm. 1982)
- 1956:
  - Marc Baecke, belgijski piłkarz (zm. 2017)
  - Judith Butler, amerykańska feministka, filozof
  - Eddie Murray, amerykański baseballista
  - Sanda Toma, rumuńska wioślarka
- 1957:
  - Rafael Gordillo, hiszpański piłkarz, działacz piłkarski
  - Fjodor Koltšin, estoński kombinator norweski (zm. 2018)
  - Jerzy Matusz, polski samorządowiec, burmistrz Jarosławia (zm. 1999)
  - Waldemar Roszkiewicz, polski samorządowiec, wicemarszałek województwa mazowieckiego
  - Philippe Vandevelde, belgijski rysownik komiksowy (zm. 2019)
- 1958:
  - Eli Guttman, izraelski piłkarz, trener
  - Mark Moses, amerykański aktor
  - Jerry Zigmont, amerykański puzonista jazzowy
- 1959:
  - Mirosław Jacek Błaszczyk, polski dyrygent
  - Beth Broderick, amerykańska aktorka, reżyserka filmowa
  - Nils Johan Semb, norweski piłkarz, trener
- 1960:
  - Teun Buijs, holenderski siatkarz, trener
  - Nurit Koren, izraelska prawnik, polityk
  - Edward Maniura, polski samorządowiec, polityk, burmistrz Lublińca, poseł na Sejm RP
  - Andrzej Nieuważny, polski historyk (zm. 2015)
  - İqor Ponomaryov, azerski piłkarz, trener
  - Grzegorz Świercz, polski lekarz, samorządowiec, wicemarszałek województwa świętokrzyskiego
- 1961:
  - Giancarlo Corradini, włoski piłkarz, trener
  - Ruud Heus, holenderski piłkarz
  - Maciej Jaworek, polski żużlowiec
  - Grzegorz Matusiak, polski samorządowiec, polityk, poseł na Sejm RP
  - Tyke Peacock, amerykański lekkoatleta, skoczek wzwyż
  - Éric Rochant, francuski reżyser i scenarzysta filmowy
  - Erna Solberg, norweska polityk, premier Norwegii
- 1962:
  - Chris Chocola, amerykański polityk
  - Mike Foy, amerykański zapaśnik
  - Ari Hjelm, fiński piłkarz, trener
  - Jacek Kurzawiński, polski siatkarz, trener, dziennikarz sportowy (zm. 2019)
  - Domingo Manrique, hiszpański żeglarz sportowy
  - Piotr Najsztub, polski dziennikarz, publicysta
- 1963:
  - Jeff Atkinson, amerykański lekkoatleta, średniodystansowiec
  - Jan Kołodziejski, polski fotograf, działacz opozycji antykomunistycznej (zm. 2018)
  - Mike Vernon, kanadyjski hokeista, bramkarz
- 1964:
  - Victor Ferreyra, argentyński piłkarz
  - Todd Field, amerykański aktor, reżyser, scenarzysta i producent filmowy
  - Serge Hélan, francuski lekkoatleta, trójskoczek i skoczek w dal
  - Russell Ingall, australijski kierowca wyścigowy
  - Grzegorz Kaszak, polski duchowny katolicki, biskup sosnowiecki
  - Iwan Marinow, bułgarski piłkarz, trener
  - Kazimiera Mosio, polska lekkoatletka, chodziarka
  - Magdy Tolba, egipski piłkarz
  - Robert McLiam Wilson, północnoirlandzki pisarz, dziennikarz
  - Zhang Yali, chińska wioślarka
- 1965:
  - Hans-Dieter Flick, niemiecki piłkarz, trener
  - David Gail, amerykański aktor (zm. 2024)
  - Alessandro Gassmann, włoski aktor, reżyser filmowy
  - Niccan Horowic, izraelski dziennikarz, polityk
  - Iwan Łuczuk, ukraiński prozaik, poeta, krytyk literacki, tłumacz
  - Jane Swift, amerykańska polityk
- 1966:
  - Alain Mabanckou, kongijski prozaik, poeta
  - Ben Miller, brytyjski aktor
  - Mo-Do, włoski wykonawca muzyki dance i techno (zm. 2013)
  - Tina Thörner, szwedzka pilotka rajdowa
  - Billy Zane, amerykański aktor, reżyser i producent filmowy
- 1967:
  - Maciej Freimut, polski kajakarz
  - Joanna Kapusta, polska lekkoatletka, oszczepniczka
  - Brian Schmidt, amerykański astronom, laureat Nagrody Nobla
- 1968:
  - Kendall Cross, amerykański zapaśnik
  - William Guerra, sanmaryński piłkarz
  - Mitch Hedberg, amerykański komik (zm. 2005)
  - Martin Wagner, niemiecki piłkarz
- 1969:
  - Katrin Schreiter, niemiecka lekkoatletka, sprinterka
  - Stefan Steinweg, niemiecki kolarz szosowy i torowy
- 1970:
  - Barbara Frale, włoska paleograf
  - Andrea Olivero, włoski nauczyciel, działacz katolicki, polityk
  - Neil Sullivan, szkocki piłkarz, bramkarz
  - Marija Tichwinska, rosyjska snowboardzistka
  - Jason Watt, duński kierowca wyścigowy
- 1971:
  - Eric John Akin, amerykański zapaśnik
  - Thomas Franck, niemiecki piłkarz
  - Conn Iggulden, brytyjski pisarz
  - Christopher Lutz, niemiecki szachista
  - Pedro de la Rosa, hiszpański kierowca wyścigowy
- 1972:
  - James Bachman, brytyjski aktor, komik, scenarzysta
  - Pooja Bhatt, indyjska aktorka, reżyserka i producentka filnowa
  - Jan Wieczorkowski, polski aktor
  - Arkadij Wołodos, rosyjski pianista
- 1973:
  - Antony Dupuis, francuski tenisista
  - Chris Fehn, amerykański perkusista, członek zespołu Slipknot
  - Grzegorz Gilewski, polski sędzia piłkarski
  - Orest Hrycak, ukraiński szachista
  - Jordan Jowczew, bułgarski gimnastyk
  - Aleksiej Kowalow, rosyjski hokeista
  - Rolandas Pocius, litewski kulturysta, trójboista siłowy
  - Philipp Rösler, niemiecki lekarz, polityk pochodzenia wietnamskiego
  - Rainbow Rowell, amerykańska pisarka
  - Aleksandr Syczow, rosyjski hokeista, trener
  - Vsevolods Zeļonijs, łotewski judoka
- 1974:
  - Takuma Aoki, japoński motocyklista wyścigowy
  - Karim Bagheri, irański piłkarz
  - Vania Beriola, włoska siatkarka
  - Gila Gamli’el, izraelska polityk
  - Chad Hugo, amerykański muzyk, członek zespołu The Neptunes
  - Julian Johnsson, farerski piłkarz
  - Anjanette Kirkland, amerykańska lekkoatletka, płotkarka
  - Chadżymurad Magomiedow, rosyjski zapaśnik
  - Dmitrij Morozow, rosyjski judoka
  - Nicola Pavarini, włoski piłkarz, bramkarz
  - Bonnie Somerville, amerykańska aktorka
  - Siarhiej Szabanau, białoruski hokeista, bramkarz, trener
  - Brahim Thiam, malijski piłkarz
  - Brahima Traoré, burkiński piłkarz
  - Eteri Tutberidze, rosyjska łyżwiarka figurowa, trenerka pochodzenia gruzińskiego
- 1975:
  - Sebastian Banaszczyk, polski aktor (zm. 2022)
  - Juho Eerola, fiński polityk
  - David Henry, amerykański żołnierz, kulturysta
  - Ashley MacIsaac, kanadyjski skrzypek
  - Marcin Małek, polski poeta, publicysta
  - Jiří Snítil, czeski curler
- 1976:
  - Zuzana Belohorcová, słowacka prezenterka telewizyjna, modelka
  - Besheer El-Tabei, egipski piłkarz
  - Crista Flanagan, amerykańska aktorka
  - Zach Johnson, amerykański golfista
  - Adriana Kučerová, słowacka śpiewaczka operowa (sopran)
  - Bradley McGee, australijski kolarz szosowy
- 1977:
  - Erich Brabec, czeski piłkarz
  - Libero De Rienzo, włoski aktor, reżyser i scenarzysta filmowy (zm. 2021)
  - Khaled Hussein, libijski piłkarz
  - Floyd Mayweather Jr., amerykański bokser
  - Elżbieta Mrożek-Loska, polska altowiolistka
  - Monika Sztreisel, polska strzelczyni sportowa
  - Jean-Pierre Vidal, francuski narciarz alpejski
- 1978:
  - Jon Fitch, amerykański zawodnik MMA
  - Shinya Terachi, japoński perkusista, członek zespołu Dir En Grey
- 1979:
  - Sébastien Bosquet, francuski piłkarz ręczny
  - Aleksiej Kuleszow, rosyjski siatkarz
  - Maciej Scherfchen, polski piłkarz
  - Maciej Zdziarski, polski dziennikarz
- 1980:
  - Marek Cichy, polski reżyser i producent filmowy
  - Anton Maiden, szwedzki piosenkarz (zm. 2003)
  - Roman Słudnow, rosyjski pływak
- 1981:
  - Jonas Andersson, szwedzki hokeista
  - Felipe Baloy, panamski piłkarz
  - Giácomo Di Giorgi, wenezuelski piłkarz
  - Lleyton Hewitt, australijski tenisista
  - Agata Jasińska, polska prezenterka telewizyjna
  - Mauro Rosales, argentyński piłkarz
  - Georg Späth, niemiecki skoczek
  - Jean de Villiers, południowoafrykański rugbysta
  - Rafał Wieruszewski, polski lekkoatleta, sprinter
- 1982:
  - Natalia Bamber-Laskowska, polska siatkarka
  - Ewa Chodakowska-Kavoukis, polska trenerka fitness
  - Jan Cornet, hiszpański aktor
  - Klára Koukalová, czeska tenisistka
  - Ołeksij Onufrijew, ukraiński koszykarz
  - Grzegorz Soszyński, polski bokser
  - Emanuel Villa, argentyński piłkarz
- 1983:
  - Mateusz Bąk, polski piłkarz, bramkarz
  - Jan Błachowicz, polski zawodnik MMA
  - Martin Dressen, niemiecki bokser
  - Surya Ganguly, indyjski szachista
  - Krzysztof Garbaczewski, polski reżyser i scenograf teatralny
  - Santiago González, meksykański tenisista
  - Russel Mwafulirwa, malawijski piłkarz
  - Javier Pinola, argentyński piłkarz
  - Samantha Richards, australijska koszykarka
  - Vilma Rimšaitė, litewska kolarka BMX
  - Marcin Stefański, polski koszykarz
- 1984:
  - Wilson Bethel, amerykański aktor
  - Tomasz Rosiński, polski piłkarz ręczny
  - Filip Šebo, słowacki piłkarz
  - Igor Țîgîrlaș, mołdawski piłkarz
  - Jannet Wanja, kenijska siatkarka (zm. 2024)
- 1985:
  - Fabian Hertner, szwajcarski biegacz na orientację
  - Ołeksandr Jacenko, ukraiński piłkarz
  - William Kvist, duński piłkarz
  - Andrew Oyombe, kenijski piłkarz
- 1986:
  - Inguna Butane, łotewska modelka
  - Sébastien Rouault, francuski pływak
  - Wojtek Wolski, kanadyjski hokeista pochodzenia polskiego
- 1987:
  - Mario Suárez, hiszpański piłkarz
  - Ashley Walker, amerykańska koszykarka
  - Irina Zabłudina, rosyjska judoczka
- 1988:
  - Rodrigue Beaubois, francuski koszykarz
  - Brittany Bowe, amerykańska łyżwiarka szybka
  - Gégé, kabowerdeński piłkarz
  - Levi Hanssen, farerski piłkarz
  - Žiga Jeglič, słoweński hokeista
  - Michael Johnson, angielski piłkarz
  - Wasilij Lewit, kazachski bokser
  - David Magalhães, angolski piłkarz
  - Simplex Nthala, malawijski piłkarz, bramkarz
  - Maksym Radziwill, polsko-kanadyjski matematyk, wykładowca akademicki
  - Matija Špičić, chorwacki piłkarz
  - Maria Sławek, polska skrzypaczka, pedagog
  - Sandra Staniszewska-Herbich, polska aktorka
- 1989:
  - Trace Cyrus, amerykański gitarzysta, członek zespołu Metro Station
  - Daniel Kaluuya, brytyjski aktor, scenarzysta filmowy pochodzenia ugandyjskiego
  - Kosta Koufos, grecko-amerykański koszykarz
  - Ken Pisi, samoański rugbysta
- 1990:
  - Makeba Alcide, lekkoatletka z Saint Lucia, wieloboistka
  - Angel Goodrich, amerykańska koszykarka
  - Cəbrayıl Həsənov, azerski zapaśnik
  - Adela Helić, serbska siatkarka
  - Randy Krummenacher, szwajcarski motocyklista wyścigowy
  - Ana Maria Savu, rumuńska piłkarka ręczna
- 1991:
  - Tim Erixon, szwedzki hokeista
  - Melissa Hoskins, australijska kolarka szosowa i torowa (zm. 2023)
  - Madison Hubbell, amerykańska łyżwiarka figurowa
  - Christian Kabasele, belgijski piłkarz pochodzenia kongijskiego
  - Semih Kaya, turecki piłkarz
  - Agata Skiba, polska siatkarka
- 1992:
  - Simone Anzani, włoski siatkarz
  - Stefan Aszkowski, macedoński piłkarz
  - Jake Ilnicki, kanadyjski rugbysta
  - Nikolaos Karelis, grecki piłkarz
  - Yunus Mallı, turecki piłkarz
  - Ołeksij Szewczenko, ukraiński piłkarz, bramkarz
- 1993:
  - Ana García Quirós, hiszpańska zapaśniczka
  - Roland Gergye, węgierski siatkarz
  - Sabrina Santamaria, amerykańska tenisistka
  - Łukasz Zwoliński, polski piłkarz
- 1994:
  - Thomas Boudat, francuski kolarz torowy i szosowy
  - Ryan Fraser, szkocki piłkarz
  - Jessica Pegula, amerykańska tenisistka
  - Amir Rrahmani, kosowsko-albański piłkarz
  - Nick Yallouris, australijski kolarz szosowy i torowy
- 1995:
  - Tyler Bertuzzi, kanadyjski hokeista
  - Jessica Calalang, amerykańska łyżwiarka figurowa
  - Sücheegijn Cerenczimed, mongolska zapaśniczka
  - Luca Ghiotto, włoski kierowca wyścigowy
  - Stephanie Mavunga, amerykańska koszykarka pochodzenia zimbabwejskiego
  - Jacob Murphy, angielski piłkarz
  - Josh Murphy, angielski piłkarz
  - Elena Andreea Taloș, rumuńska lekkoatletka, trójskoczkini
- 1996:
  - Quinn Carpenter, amerykański łyżwiarz figurowy
  - Jan Kozakiewicz, polski pływak, kontroler ruchu lotniczego
  - Kamil Zywert, polski koszykarz
  - Marek Zywert, polski koszykarz
- 1997:
  - Ebi Dishnica, albańska koszykarka
  - Kwadwo Duah, szwajcarski piłkarz pochodzenia ghańskiego
  - Noé Ewert, luksemburski piłkarz
  - Lloyd Harris, południowoafrykański tenisista
  - Rey Manaj, albański piłkarz
  - Samantha Seliger-Swenson, amerykańska siatkarka
  - Anna Żeriebiatjewa, rosyjska biegaczka narciarska
- 1998:
  - Kristers Aparjods, łotewski saneczkarz
  - Baboucarr Gaye, gambijski piłkarz, bramkarz
  - Jovana Kocić, serbska siatkarka
  - Olaf Nowak, polski piłkarz
  - Géraldine Ruckstuhl, szwajcarska lekkoatletka, oszczepniczka i wieloboistka
- 1999:
  - Martin Bidař, czeski łyżwiarz figurowy
  - Rennia Davis, amerykańska koszykarka
  - Jhon Espinoza, ekwadorski piłkarz
  - Dawid Kurminowski, polski piłkarz
- 2000:
  - Antony, brazylijski piłkarz
  - Jean-Manuel Mbom, niemiecki piłkarz pochodzenia kameruńskiego
  - Federico Pereira, urugwajski piłkarz
- 2001:
  - Benjamín Galdames, meksykański piłkarz
  - Anthony Gordon, angielski piłkarz
  - Ramona Marquez, brytyjska aktorka pochodzenia hiszpańskiego
  - Karol Urbanowicz, polski siatkarz
  - Óscar Villa, meksykański piłkarz
- 2002:
  - Dirk Proper, holenderski piłkarz
  - Lazar Samardžić, serbski piłkarz
- 2003:
  - Szihab ad-Din Imam Abd ar-Ra’uf Muhammad, egipski zapaśnik
  - Carlos Rivera, panamski piłkarz
- 2004:
  - ElyOtto, kanadyjski piosenkarz, autor tekstów, muzyk
  - Martyna Goszczyńska, polska koszykarka
- 2007 – Luka Vušković, chorwacki piłkarz

## Zmarli
- 616 – Ethelbert I, król Kentu (ur. ok. 552)
- 1386 – Karol III z Durazzo, król Neapolu i Węgier (ur. 1345)
- 1481 – Konstanty z Fabriano, włoski dominikanin, błogosławiony (ur. ?)
- 1509 – Pietro del Donzello, włoski architekt, malarz (ur. 1452)
- 1510 – Marek Marconi, włoski zakonnik, błogosławiony (ur. 1480)
- 1525 – Jacques de La Palice, francuski arystokrata, dowódca wojskowy (ur. 1470)
- 1563 – Franciszek de Guise, francuski książę, dowódca wojskowy (ur. 1519)
- 1588 – Johannes Wier, holenderski lekarz, okultysta (ur. 1515)
- 1601 – Stefan Batory, węgierski arystokrata (ur. 1553)
- 1645:
  - Filip VII, hrabia Waldeck-Wildungen (ur. 1613)
  - Krzysztof Ossoliński, polski magnat, polityk, dowódca wojskowy, pisarz, tłumacz (ur. 1587)
- 1666 – Nicholas Lanier, angielski kompozytor, malarz (ur. 1588)
- 1667 – Benedetto Di Virgillo, włoski poeta (ur. 1600)
- 1674 – Matthias Weckmann, niemiecki kompozytor (ur. 1616)
- 1684 – Jan Jacek Ogiński, polski książę, dowódca wojskowy, polityk (ur. 1619)
- 1692 – Antimo Liberati, włoski kompozytor, śpiewak (ur. 1617)
- 1686 – Ferdinando Tacca, włoski rzeźbiarz (ur. 1619)
- 1699 – Leon Ferdynand Henckel von Donnersmarck, baron i hrabia cesarstwa, wolny pan stanowy Bytomia (ur. 1640)
- 1700 – Innocenty Winnicki, ukraiński duchowny prawosławny, następnie greckokatolicki, biskup przemyski (ur. 1654)
- 1704 – Marc-Antoine Charpentier, francuski kompozytor (ur. 1643)
- 1729:
  - Ernest Ludwik II, książę Saksonii-Meiningen (ur. 1709)
  - Jan Jerzy Przebendowski, polski szlachcic, generał major, polityk (ur. 1638)
- 1760 – Maciej Dogiel, polski duchowny katolicki, pijar, historyk prawa, pisarz, wydawca, reformator szkolnictwa (ur. 1715)
- 1777 – Józef I Reformator, król Portugalii (ur. 1714)
- 1785 – Carlo Buonaparte, korsykański prawnik, polityk, ojciec Napoleona Bonapartego (ur. 1746)
- 1799 – Georg Christoph Lichtenberg, niemiecki satyryk, aforysta, krytyk sztuki (ur. 1742)
- 1801 – František Martin Pelcl, czeski filolog, historyk, pisarz (ur. 1734)
- 1810 – Henry Cavendish, brytyjski chemik, fizyk (ur. 1731)
- 1811 – György Bessenyei, węgierski poeta (ur. 1747)
- 1812 – Étienne Louis Malus, francuski inżynier wojskowy (ur. 1775)
- 1815 – Robert Fulton, amerykański budowniczy parowców (ur. 1765)
- 1816 – Jan Chryzostom Kaczkowski, polski duchowny katolicki, biskup pomocniczy łucki (ur. 1744)
- 1818 – Johann Friedrich Eyserbeck, niemiecki ogrodnik (ur. 1734)
- 1823 – Friedrich Ludwig von Sckell, niemiecki architekt (ur. 1750)
- 1825 – Thomas Bowdler, brytyjski lekarz (ur. 1754)
- 1834 – Pietro Caprano, włoski kardynał (ur. 1759)
- 1836 – Dániel Berzsenyi, węgierski poeta (ur. 1776)
- 1838 – Christoph Johann Friedrich von Medem, rosyjski urzędnik, dyplomata pochodzenia niemieckiego (zm. 1763)
- 1843 – Giacomo Giustiniani, włoski duchowny katolicki, biskup Imoli, nuncjusz apostolski, kardynał (ur. 1769)
- 1849 – Wacław Zaleski, polski poeta, badacz folkloru (ur. 1799)
- 1855 – Carl Anton Andreevic von Meyer, rosyjski botanik pochodzenia niemieckiego (ur. 1795)
- 1856 – Nikołaj Łobaczewski, rosyjski matematyk pochodzenia polskiego (ur. 1792)
- 1859 – Zofia Kraszewska, polska szlachcianka (ur. 1791)
- 1862:
  - Franz Jakob Clemens, niemiecki filozof, pisarz (ur. 1815)
  - Bernhard Severin Ingemann, duński prozaik, poeta (ur. 1789)
- 1863:
  - Anton Günther, austriacki filozof (ur. 1783)
  - Angelo Parsi, włoski duchowny katolicki, biskup nikopolski (ur. 1800)
  - Maria Piotrowiczowa, polska uczestniczka powstania styczniowego (ur. 1839)
- 1864 – Roger Maurycy Raczyński, polski polityk, działacz społeczny, publicysta (ur. 1820)
- 1866 – Bernhard Rudolf Abeken, niemiecki filolog (ur. 1780)
- 1872 – Auguste Salzmann, francuski archeolog, malarz, fotograf (ur. 1824)
- 1873 – Spiridon Trikupis, grecki polityk, premier Grecji (ur. 1788)
- 1874 – Alessandro Barnabò, włoski kardynał (ur. 1801)
- 1875 – Marc Seguin, francuski inżynier, wynalazca (ur. 1786)
- 1876 – Joseph Jenkins Roberts, liberyjski polityk, prezydent Liberii (ur. 1809)
- 1882 – Władysław Emanuel Lubomirski, polski ziemianin, przyrodnik, filantrop, konchiolog, uczestnik powstania styczniowego (ur. 1824)
- 1883:
  - Brunon Dobrowolski, polski publicysta, pedagog, muzyk amator, tłumacz, uczestnik powstania styczniowego (ur. 1832)
  - Hermann Fulda, niemiecki pastor, teolog luterański (ur. 1800)
  - Karol Piekorzewski, polski drukarz, działacz narodowy (ur. 1810)
- 1884 – Georg Büchmann, niemiecki filolog, wykładowca akademicki (ur. 1822)
- 1886 – Hipolit Błotnicki, polski poeta, satyryk, tłumacz, uczestnik powstania listopadowego (ur. 1792)
- 1890 – Abby Maria Hemenway, amerykańska nauczycielka, historyk, wydawczyni, poetka (ur. 1828)
- 1891:
  - Tomasz Maria Fusco, włoski duchowny katolicki, błogosławiony (ur. 1831)
  - Henryk Toeplitz, polski kupiec, bankier, mecenas sztuki pochodzenia żydowskiego (ur. 1822)
  - Ephraim King Wilson, amerykański polityk (ur. 1821)
- 1893:
  - Józefa Naval Girbès, hiszpańska tercjarka karmelitańska, błogosławiona (ur. 1820)
  - Karl von Prantl (młodszy), niemiecki botanik, wykładowca akademicki (ur. 1849)
- 1895 – Ignaz Lachner, niemiecki kompozytor, dyrygent (ur. 1807)
- 1898 – Aleksandra Borkowska, polska pisarka (ur. 1824)
- 1899:
  - Jerzy Ręczyński, polski wynalazca, pamiętnikarz, uczestnik powstania listopadowego (ur. 1805)
  - Emil Welti, szwajcarski polityk, prezydent Szwajcarii (ur. 1825)
- 1902 – Émilien Cabuchet, francuski rzeźbiarz (ur. 1919)
- 1903 – Bolesław Hieronim Kłopotowski, polski duchowny katolicki, biskup łucko-żytomierski, arcybiskup mohylewski (ur. 1848)
- 1904 – James Paris Lee, amerykański konstruktor i producent broni strzeleckiej pochodzenia szkockiego (ur. 1831)
- 1910 – Osman Hamdi Bey, turecki malarz, archeolog, intelektualista (ur. 1842)
- 1911 – Jules Lefebvre, francuski malarz, pedagog (ur. 1836)
- 1913 – Seweryn Kniaziołucki, polski prawnik, urzędnik i polityk austro-węgierski (ur. 1853)
- 1914:
  - Eugène Balme, francuski strzelec sportowy (ur. 1874)
  - Joshua Chamberlain, amerykański generał, polityk (ur. 1828)
- 1916 – Ernst Storch, niemiecki psychiatra (ur. 1866)
- 1918:
  - Adolf Fryderyk VI, ostatni wielki książę Meklemburgii-Strelitz (ur. 1882)
  - Józef Dziędzielewicz, polski prawnik, entomolog (ur. 1844)
- 1919:
  - Ignacy Baranowski, polski lekarz, wykładowca akademicki, filantrop (ur. 1833)
  - Franciszek Loeffler, polski działacz socjalistyczny i niepodległościowy, polityk, poseł na Sejm Ustawodawczy (ur. 1875)
- 1921 – Gustav Killian, niemiecki laryngolog (ur. 1860)
- 1922:
  - Maria Dembowska, polska etnografka, kolekcjonerka (ur. 1856)
  - Alfred Espinas, francuski myśliciel, socjolog (ur. 1844)
  - Lewis Harcourt, brytyjski polityk (ur. 1863)
  - Anton Lawicki, białoruski prozaik, dramaturg, poeta, publicysta (ur. 1869)
- 1923:
  - Edward Morley, amerykański fizyk, chemik, wykładowca akademicki (ur. 1838)
  - Frank Thomas Shaw, amerykański polityk (ur. 1841)
- 1924 – Felix von Königsdorff, niemiecki posiadacz ziemski, przedsiębiorca, polityk (ur. 1835)
- 1925:
  - Hjalmar Branting, szwedzki polityk, premier Szwecji, laureat Pokojowej Nagrody Nobla (ur. 1860)
  - John Hendrickson, amerykański strzelec sportowy (ur. 1872)
  - Alois Mrštík, czeski prozaik, dramaturg (ur. 1861)
- 1926 – Henryk Klawe, polski farmaceuta, filantrop (ur. 1832)
- 1928:
  - Adamo Boari, włoski architekt (ur. 1863)
  - Edmond Clément, francuski śpiewak operowy (tenor) (ur. 1867)
  - Antoni Górski, polski prawnik, ekonomista, wykładowca akademicki (ur. 1862)
- 1929:
  - Władysław Brankiewicz, polski kompozytor, organista, pedagog (ur. 1853)
  - André Messager, francuski kompozytor, organista, pianista, dyrygent (ur. 1853)
- 1930 – Hermann von Ihering, niemiecko-brazylijski zoolog, wykładowca akademicki (ur. 1850)
- 1931 – Fryderyk August II Oldenburg, ostatni wielki książę Oldenburga (ur. 1852)
- 1934 – Ryszard Teodor Biehler, polski dermatolog, leprolog (ur. 1851)
- 1935 – Abram Rundstein, polski drukarz pochodzenia żydowskiego (ur. 1869)
- 1936 – Kazimierz Justian, polski aktor (ur. 1888)
- 1938 – Max Wien, niemiecki fizyk (ur. 1866)
- 1939 – Władysław Seyda, polski prawnik, adwokat, sędzia, polityk (ur. 1863)
- 1940:
  - Ascensión Nicol Goni, hiszpańska zakonnica, błogosławiona (ur. 1868)
  - Serweryn Pieniężny, polski dziennikarz, samorządowiec (ur. 1890)
  - Robert Sanders, brytyjski polityk (ur. 1867)
- 1941:
  - Lothar von Arnauld de la Perière, niemiecki wiceadmirał (ur. 1886)
  - Emil Zegadłowicz, polski poeta, prozaik, znawca sztuki, tłumacz (ur. 1888)
- 1942:
  - Anton Drexler, niemiecki polityk nazistowski (ur. 1884)
  - Czesław Tański, polski malarz, konstruktor lotniczy (ur. 1862)
- 1945 – Ahmad Mahir, egipski polityk, premier Egiptu (ur. 1888)
- 1948:
  - Adam Domalik, polski kapral, uczestnik podziemia antykomunistycznego (ur. 1925)
  - Henryk Galle, polski krytyk i historyk literatury, wykładowca akademicki (ur. 1872)
  - Franz Stock, niemiecki duchowny katolicki, Sługa Boży (ur. 1904)
  - Antoni Wąsowicz, polski sierżant, uczestnik podziemia antyhitlerowskiego i antykomunistycznego (ur. 1922)
- 1949 – Fiodor Daniłow, rosyjski generał major, działacz emigracyjny (ur. 1885)
- 1950 – Felicja Czerniaków, polska filozof, pedagog pochodzenia żydowskiego (ur. 1883)
- 1951 – Charles Forsyth, brytyjski piłkarz wodny (ur. 1885)
- 1952 – Tadeusz Vetulani, polski biolog, zootechnik, wykładowca akademicki (ur. 1897)
- 1953:
  - August Emil Fieldorf, polski generał brygady, organizator i dowódca Kedywu AK, zastępca komendanta głównego AK (ur. 1895)
  - Florentyna Golec, polska działaczka kulturalna na Śląsku, aktorka amatorka (ur. 1859)
  - Robert La Follette, amerykański polityk (ur. 1895)
  - Fanny Moser, szwajcarska zoolog, parapsycholog (ur. 1872)
  - Gerd von Rundstedt, niemiecki feldmarszałek (ur. 1875)
- 1955:
  - Boris Bazilewski, rosyjski naukowiec, wykładowca akademicki (ur. 1885)
  - Witold Bełza, polski bibliotekarz, literat, publicysta, działacz kultury (ur. 1886)
  - Clemente Biondetti, włoski kierowca wyścigowy (ur. 1898)
  - Erwin Lahousen, austriacki generał (ur. 1897)
  - Franz Verheyen, niemiecki kolarz torowy (ur. 1877)
- 1956 – Gerrit Smith Miller, amerykański zoolog, muzealnik (ur. 1869)
- 1959 – Stanley Shoveller, angielski hokeista na trawie (ur. 1881)
- 1960 – Pierre Albarran, francuski brydżysta, tenisista (ur. 1893)
- 1962:
  - Hu Shi, chiński filozof, poeta, prozaik, działacz społeczny (ur. 1891)
  - Franz Monse, niemiecki duchowny katolicki, wielki dziekan kłodzki i wikariusz generalny archidiecezji praskiej (ur. 1882)
  - Per Skou, norweski piłkarz (ur. 1891)
- 1964:
  - William Garbutt, angielski piłkarz, trener (ur. 1883)
  - Władysław Karpiel, polski starszy sierżant (ur. 1897)
- 1965 – James Kem, amerykański polityk (ur. 1890)
- 1966:
  - Dionigio Casaroli, włoski duchowny katolicki, arcybiskup Gaety (ur. 1869)
  - Lenni Viitala, fiński zapaśnik (ur. 1921)
- 1967:
  - Emilio Veratti, włoski histopatolog, wykładowca akademicki (ur. 1872)
  - Franz Waxman, amerykański kompozytor muzyki filmowej pochodzenia niemieckiego (ur. 1906)
- 1968:
  - Stefan Duchliński, polski duchowny katolicki (ur. 1897)
  - Szczepan Kowalczyk, polski nauczyciel, związkowiec (ur. 1895)
- 1970 – Conrad Nagel amerykański aktor (ur. 1897)
- 1971 – Edward Corsi, amerykański i polski pilot wojskowy (ur. 1897)
- 1973:
  - Włodzimierz Gruszczyński, polski architekt (ur. 1906)
  - Erich Srbek, czechosłowacki piłkarz, trener (ur. 1908)
- 1975:
  - Günter Bandmann, niemiecki historyk sztuki, wykładowca akademicki (ur. 1917)
  - Nikołaj Bułganin, radziecki polityk, premier ZSRR (ur. 1895)
  - Marcel Grandjany, francusko-amerykański harfista, kompozytor, pedagog (ur. 1891)
  - Feliks Sauter, polski inżynier mechanik, wykładowca akademicki (ur. 1905)
  - Michele Federico Sciacca, włoski filozof katolicki (ur. 1908)
  - Vjekoslav Štefanić, chorwacki filolog, slawista (ur. 1900)
- 1976 – Mark Hanna Watkins, amerykański antropolog, językoznawca, wykładowca akademicki (ur. 1903)
- 1977 – Louis Clarke, amerykański lekkoatleta, sprinter (ur. 1901)
- 1978:
  - Henri Larnoe, belgijski piłkarz (ur. 1897)
  - Karl Sczodrok, niemiecki nauczyciel, pisarz, publicysta, wydawca, działacz społeczny (ur. 1890)
- 1979:
  - Carlos de Oliveira Nascimento, brazylijski piłkarz (ur. 1904)
  - Jan Otčenášek, czeski pisarz, scenarzysta filmowy (ur. 1924)
  - Yoshie Shiratori, japoński przestępca (ur. 1907)
- 1981:
  - Franciszek Dorobek, polski ekonomista, historyk, muzykolog, teatrolog, publicysta, nauczyciel (ur. 1922)
  - Georgi Nadżakow, bułgarski fizyk, wykładowca akademicki (ur. 1896)
- 1982:
  - Virginia Bruce, amerykańska aktorka, piosenkarka (ur. 1910)
  - Ignacio Calle, kolumbijski piłkarz (ur. 1930)
  - Miroslav Novák, czeski japonista, teoretyk literatury, tłumacz, wykładowca akademicki (ur. 1924)
- 1983:
  - Izydor Adamski, polski dziennikarz, polityk, poseł na Sejm PRL (ur. 1937)
  - Kazimierz Pietkiewicz, polski etnograf, muzealnik (ur. 1910)
- 1984:
  - Lech Bądkowski, polski pisarz, dziennikarz, działacz kaszubski (ur. 1920)
  - Uwe Johnson, niemiecki pisarz (ur. 1934)
- 1985:
  - Nigol Andresen, estoński polityk komunistyczny (ur. 1899)
  - Hal C. Kern, amerykański montażysta i producent filmowy (ur. 1894)
  - Jerzy Kreczmar, polski reżyser, teoretyk teatru, pedagog, aktor (ur. 1902)
  - Eduard Sperling, niemiecki zapaśnik (ur. 1902)
  - Janusz Ślązak, polski wioślarz (ur. 1907)
- 1987 – Anton Auxt, słowacki matematyk, pedagog (ur. 1931)
- 1988:
  - Loretta McNeil, amerykańska lekkoatletka, sprinterka (ur. 1907)
  - Stanisław Pastecki, polski hokeista (ur. 1907)
  - Bluma Zeigarnik, litewska psychiatra, psycholog, wykładowczyni akademicka (ur. 1900)
- 1990:
  - Arthur Ayrault, amerykański wioślarz (ur. 1935)
  - Jure Kaštelan, chorwacki poeta, literaturoznawca (ur. 1919)
  - Sandro Pertini, włoski dziennikarz, polityk, prezydent Włoch (ur. 1896)
  - Johnnie Ray, amerykański piosenkarz (ur. 1927)
- 1991:
  - George Gobel, amerykański aktor, komik (ur. 1919)
  - Webb Pierce, amerykański piosenkarz country (ur. 1921)
  - Héctor Rial, hiszpański piłkarz, trener pochodzenia argentyńskiego (ur. 1928)
  - Juliusz Teisseyre, polski geolog, petrograf, wykładowca akademicki (ur. 1933)
- 1992 – Giovanni Moroni, włoski samorządowiec, polityk, eurodeputowany (ur. 1930)
- 1993:
  - Bobby Moore, angielski piłkarz, trener (ur. 1941)
  - Roger Rochard, francuski lekkoatleta, długodystansowiec (ur. 1913)
  - Denis Vaucher, szwajcarski biathlonista, biegacz narciarski (ur. 1898)
- 1994:
  - Ulrich Gabler, niemiecki inżynier, przedsiębiorca (ur. 1913)
  - Robert Gronowski, polski piłkarz, trener (ur. 1926)
  - Dinah Shore, amerykańska aktorka, piosenkarka (ur. 1916)
- 1995 – Hideko Maehata, japońska pływaczka (ur. 1914)
- 1996 – Siemion Skaczkow, radziecki polityk (ur. 1907)
- 1997 – Ion Voicu, rumuński skrzypek, dyrygent, pedagog pochodzenia romskiego (ur. 1925)
- 1998 – Antonio Prohías, kubański rysownik, twórca komiksów (ur. 1921)
- 1999:
  - David Eccles, brytyjski arystokrata, polityk (ur. 1904)
  - Stefan Krakowski, polski historyk, mediewista, wykładowca akademicki (ur. 1912)
  - Catharina Roodzant, holenderska szachistka (ur. 1896)
- 2000:
  - Franciszek Kamiński, polski generał dywizji, działacz ruchu ludowego (ur. 1902)
  - Ivo Mancini, włoski kolarz szosowy (ur. 1915)
- 2001 – Claude E. Shannon, amerykański matematyk, inżynier, wykładowca akademicki (ur. 1916)
- 2002 – Stanislav Libenský, czeski artysta w szkle, pedagog (ur. 1921)
- 2003 – Bolesław Dzierwa, polski prezbiter katolicki (ur. 1926)
- 2004 – John Randolph, amerykański aktor (ur. 1915)
- 2005:
  - Galina Kreft, rosyjska kajakarka (ur. 1950)
  - Hans-Jürgen Wischnewski, niemiecki polityk (ur. 1922)
- 2006 – Don Knotts, amerykański aktor (ur. 1924)
- 2007:
  - Bruce Bennett, amerykański lekkoatleta, kulomiot, aktor (ur. 1906)
  - Jock Dodds, szkocki piłkarz, (ur. 1915)
  - Leroy Jenkins, amerykański skrzypek, kompozytor (ur. 1932)
- 2008 – Paul Frère, belgijski kierowca wyścigowy (ur. 1917)
- 2009:
  - August Kiuru, fiński biegacz narciarski (ur. 1922)
  - Tadeusz Sumiński, polski fotografik, uczestnik powstania warszawskiego (ur. 1924)
- 2010 – Lucylla Pszczołowska, polska polonistka (ur. 1924)
- 2011:
  - Jożef Beca, ukraiński piłkarz, trener pochodzenia węgierskiego (ur. 1929)
  - Siergiej Kowalow, rosyjski inżynier, projektant okrętów podwodnych (ur. 1919)
  - Suze Rotolo, amerykańska artystka (ur. 1943)
- 2012
  - Remigiusz Kaszubski, polski prawnik (ur. 1970)
  - Anna Łękawa, polska malarka i poetka ludowa (ur. 1911)
- 2013 – Dave Charlton, południowoafrykański kierowca wyścigowy (ur. 1936)
- 2014:
  - Nicolae Herlea, rumuński śpiewak operowy (baryton) (ur. 1927)
  - Harold Ramis, amerykański aktor, reżyser i scenarzysta filmowy (ur. 1944)
- 2015:
  - Irving Kahn, amerykański finansista, inwestor giełdowy (ur. 1905)
  - Henryk Musiałowicz, polski malarz (ur. 1914)
  - Bertrice Small, amerykańska malarka (ur. 1937)
- 2016:
  - Ryszard Bender, polski historyk, publicysta, nauczyciel akademicki, polityk, poseł na Sejm i senator RP (ur. 1932)
  - Peter Kenilorea, salomoński polityk, premier Wysp Salomona (ur. 1943)
  - Zenon Łakomy, polski piłkarz ręczny, trener (ur. 1951)
  - Jordan Sokołow, bułgarski polityk (ur. 1933)
  - Grzegorz Tusiewicz, polski krytyk jazzowy, publicysta muzyczny (ur. 1947)
- 2017:
  - Gustaw Lutkiewicz, polski aktor (ur. 1924)
  - David Waddington, brytyjski prawnik, polityk (ur. 1929)
- 2018:
  - Włodzimierz Cybuliński, polski duchowny prawosławny (ur. 1941)
  - Piotr Guzy, polski pisarz (ur. 1922)
  - Durward Knowles, bahamski żeglarz sportowy (ur. 1917)
  - Bud Luckey, amerykański animator filmowy, rysownik, projektant, aktor głosowy (ur. 1934)
  - Oscar Julio Vian Morales, gwatemalski duchowny katolicki, arcybiskup metropolita Gwatemali (ur. 1947)
  - Sridevi, indyjska aktorka (ur. 1963)
  - Siergiej Tichwinski, rosyjski historyk, sinolog, funkcjonariusz służb specjalnych, dyplomata (ur. 1918)
- 2019:
  - Ernst-Wolfgang Böckenförde, niemiecki prawnik, myśliciel polityczny (ur. 1930)
  - Antoine Gizenga, kongijski polityk, premier Demokratycznej Republiki Konga (ur. 1925)
- 2020:
  - Clive Cussler, amerykański pisarz (ur. 1931)
  - Katherine Johnson, amerykańska matematyk, obliczeniowiec (ur. 1918)
  - Jan Kowalczyk, polski starszy chorąży sztabowy, jeździec sportowy, trener (ur. 1941)
  - Roy Norris, amerykański seryjny morderca (ur. 1948)
  - Diana Serra Cary, amerykańska aktorka, pisarka (ur. 1918)
  - Andrzej Truty, polski hokeista (ur. 1963)
- 2021:
  - Alicja Helman, polska muzykolog, teoretyk i historyk filmu, eseistka, tłumaczka (ur. 1935)
  - Philippe Jaccottet, szwajcarski pisarz, eseista, tłumacz (ur. 1925)
  - Atsushi Miyagi, japoński tenisista (ur. 1931)
  - Ronald Pickup, brytyjski aktor (ur. 1940)
  - Joseph Untube N’singa Udjuu, kongijski prawnik, polityk, premier Zairu (ur. 1934)
- 2022:
  - Jan Gomola, polski piłkarz (ur. 1941)
  - Sally Kellerman, amerykańska aktorka (ur. 1937)
  - Hieronim Kowalski, polski pilot i instruktor lotniczy i szybowcowy (ur. 1933)
  - Eduardo Mirás, argentyński duchowny katolicki, arcybiskup Rosario (ur. 1929)
  - Roma Przybyłowska-Bratkowska, polska dziennikarka, publicystka (ur. 1933)
  - Witalij Skakun, ukraiński żołnierz, saper (ur. 1996)
  - Luan Starova, albański pisarz (ur. 1941)
- 2023:
  - James Abourezk, amerykański polityk, senator (ur. 1931)
  - Ed Fury, amerykański kulturysta, aktor (ur. 1928)
  - Juraj Jakubisko, słowacki reżyser, scenarzysta i operator filmowy (ur. 1938)
  - Walter Mirisch, amerykański producent filmowy (ur. 1921)
  - Jeorjos Romeos, grecki dziennikarz, polityk, minister porządku publicznego, eurodeputowany (ur. 1934)
- 2024:
  - Pasqualino Abeti, włoski lekkoatleta, sprinter (ur. 1948)
  - Charlie Biton, izraelski polityk (ur. 1947)
  - Stan Bowles, angielski piłkarz (ur. 1948)
  - Ulrik le Fevre, duński piłkarz (ur. 1946)
  - Chris Nicholl, północnoirlandzki piłkarz, trener (ur. 1946)
  - Brian Stableford, brytyjski pisarz (ur. 1948)
- 2025:
  - Roberta Flack, amerykańska wokalistka jazzowa, soulowa i folkowa (ur. 1937)
  - Zdzisław Janiec, polski duchowny katolicki, teolog, profesor nauk teologicznych, nauczyciel akademicki (ur. 1951)
  - István Kecskés, węgierski językoznawca (ur. 1947)
  - Gerardo Pierro, włoski duchowny katolicki, arcybiskup Salerno-Campagna-Acerno i prymas Królestwa Neapolu (ur. 1935)
  - Andrzej Jan Piwarski, polski malarz, grafik, działacz społeczny i polonijny (ur. 1938)
  - Zdzisław Tranda, polski duchowny ewangelicko-reformowany, superintendent generalny Kościoła Ewangelicko-Reformowanego w RP (ur. 1925)